# 미야가세촌
미야가세촌(일본어: 宮ヶ瀬村)은 일본 가나가와현 아이코군 북서부에 위치했던 촌이다. 현재의 기요카와촌에 해당한다.
1956년 9월 30일 스스가야촌과 합병하여 기요카와 촌이 되었다.현재의 주소 표시는 아이코군 기요카와촌 미야가세로 되어 있다.
당시의 취락은 1956년 미야가세 댐의 완공으로 이전의 미야가세 촌의 대부분이 물에 잠겼고 주민들은 기요카와 촌이나 이웃한 아이카와정으로 이주하였다. 현재는 미야가세 호수가 있어 관광명소가 되고 있다.

## 연혁
- 1889년 4월 1일 - 정촌제 시행과 함께 아이코군 미야가세 촌이 성립하였다.
- 1956년 9월 30일 - 스스가야 촌과 합병해 기요카와 촌이 되었다.

## 교통

### 도로
- 가나가와현도 제64호선 이세하라 쓰쿠이선
- 가나가와현도 제70호선 하타노 키요카와선
- 가나가와 현도 제514호선 미야가세 아이카와 선

## 참고 문헌
- 角川日本地名大辞典編纂委員会,『角川日本地名大辞典 神奈川県』1984, 角川書店